# Circuit de Suzuka
Le circuit de Suzuka (鈴鹿サーキット, Suzuka Sākitto) est l'un des circuits les plus populaires de sports mécaniques. Situé à Suzuka, soit à 50 km de Nagoya et 150 km d'Osaka, il a été conçu par le designer néerlandais John Hugenholtz à la demande personnelle de Soichiro Honda comme piste d'essai pour la marque. Depuis son ouverture, il a accueilli de très nombreuses manifestations, tant moto qu'auto. Il est le cadre du Grand prix du Japon de Formule 1 depuis 1987 et quelques célèbres épisodes du championnat s'y sont produits.
Ce circuit présente la particularité d'être en huit et non en boucle, un pont enjambant un secteur de piste.

## Histoire
Conçu en 1962 par l'architecte japonais Sadao Shiozaki et John « Hans » Hugenholtz, il était tout d'abord utilisé comme piste d'essai par le constructeur japonais Honda, le circuit de Suzuka est une des rares pistes à utiliser une configuration en 8, une ligne droite de 1,2 km revenant au-dessus de la piste par un pont sur une trémie.
Le tracé a été modifié trois fois :
- en 1983, une chicane est rajoutée dans le dernier virage pour ralentir les véhicules entrant dans la ligne droite des stands, et le virage Degner (nommé en l'honneur du pilote moto Ernst Degner[2], grièvement blessé en 1966) est divisé en deux virages au lieu d'une longue courbe[1]. La sécurité du circuit est également améliorée en ajoutant des barrières de sécurité, plus de dégagements et en retirant les ballots de paille avant des espaces boisés ;
- en 2002, la chicane est modifiée, 130R est également modifié pour le rendre plus rectiligne et plus rapide ;
- en 2003, la chicane est rendue plus rapide et plus proche du 130R[3].

Le circuit peut être utilisé en trois configurations : le circuit complet, « Suzuka est » et « Suzuka ouest ». La portion est (2,243 km, 7 virages) est composée de la ligne des stands, les S, et retour sur la ligne des stands par un virage serré à droite. La portion ouest (3,466 km, 9 virages) est composée de l'autre partie de la piste en 8, la ligne droite sur le pont servant de ligne de départ avec les stands.
Il intègre pour la première fois le calendrier de la Formule 1 en 1987. Circuit très technique, il est l'un des plus appréciés par les pilotes avec le circuit de Spa-Francorchamps (Belgique). Il a souvent été la dernière épreuve du championnat, y désignant le champion de Formule 1. Les conditions climatiques à cette période de l'année peuvent réserver quelques surprises.
Cependant, le manque de sécurité et ses installations vieillissantes ne lui permettaient plus de figurer dans la catégorie reine du sport automobile. En 2007 et 2008, l'épreuve de Formule 1 s'est donc déroulée sur le circuit du Mont Fuji, propriété de Toyota. En septembre 2007, la FOA a annoncé que dès 2009, le Grand Prix du Japon se déroulerait en alternance entre les deux circuits à la suite de la mise aux normes des installations. Toutefois, la direction de Toyota annonce qu'avec la crise mondiale, l'entreprise n'a plus les moyens d'organiser le Grand Prix, la course restera donc à Suzuka dès 2009.

## Événements sportifs

### Formule 1
De par la fréquente position du Grand Prix du Japon en fin de calendrier, le titre mondial des pilotes s'est joué à plusieurs reprises à Suzuka (c'est par exemple sur ce circuit qu'Ayrton Senna a remporté ses trois couronnes en 1988, 1990 et 1991). Deux éditions  sont restées célèbres, avec comme protagonistes, Senna et Alain Prost : le 22 octobre 1989, les deux pilotes, coéquipiers chez McLaren se battent en tête, et au 47e tour de course, au moment où le pilote brésilien tente de dépasser son rival dans la chicane qui précède la ligne droite d'arrivée, ce dernier lui ferme la porte et les deux voitures entrent en collision. Prost abandonne, Senna repart, court-circuite la chicane, remporte la course puis est disqualifié, ce qui permet à Prost de gagner son troisième titre de champion du monde. Un an plus tard, le 21 octobre 1990, Prost qui pilote désormais pour Ferrari est en pole position aux côtés de Senna. Dans le premier virage, ce dernier l'accroche délibérément, provoquant l'abandon des deux, ce qui permet à Senna de remporter la couronne pour la deuxième fois.

### 8 Heures de Suzuka
En motocyclisme, les 8 Heures de Suzuka sont un évènement majeur existant depuis 1978. Considérée comme la 3e course d'endurance la plus importante dans la saison après les 24 heures du Mans et le Bol d'or, cette course s'inscrit dans le cadre du championnat du monde d'endurance moto et attire des grands noms de la moto. À l'exception de 2005 où le Grand Prix d'Allemagne eut lieu en même temps, la FIM s'assure de la disponibilité de la date vue la grande implication des écuries japonaises.

### Autres événements
La NASCAR organise à Suzuka la NASCAR Thunder 100, une course d'exhibition de 100 tours sur la portion est du circuit, une boucle de 2,24 km qui utilise la ligne droite des stands et les « S », avant de rejoindre le circuit par le Triangle du Casino. Les voitures sont des séries Sprint Cup et Camping World West, invitées pour deux courses après les saisons de 1996 et 1997. La course de 1996 est surmontée d'une tragédie pendant les essais : le pilote du pace car Elmo Langley meurt d'une crise cardiaque dans sa Chevrolet Corvette dans les « S » pendant l'évaluation de la piste. Durant les qualifications en 1997, la pluie a fait utiliser les pneumatiques de pluie sur les voitures de Sprint Cup pour la première fois de l'ère moderne.

## Dans la culture populaire
Avec le Fuji Speedway, le circuit de Suzuka est une des quatre pistes incluses dans le jeu vidéo Pole Position II (le premier jeu n'incluait que la piste de Fuji). Suzuka 8 hours est lancé sur Super Nintendo en 1993, la variante motocycliste de la course. Le circuit apparait aussi dans les jeux d'arcade Final Lap et F355 Challenge, les jeux vidéo Super Monaco GP (1989), Forza Motorsport 2 3 et 4,Forza Motorsport 7 la série des Gran Turismo à partir du 4, iRacing, R: Racing Evolution, Shift 2: Unleashed, Le Mans 24 Hours, The Cycles, MotoGP 3, MotoGP 4, Tourist Trophy: The Real Riding Simulator, Auto Modellista, Racing Battle: C1 Grand Prix, Real Racing 3, et en tant que dernière course dans le jeu vidéo de Taito Continental Circus.
Le circuit apparait dans la plupart des jeux de simulation de Formule 1 depuis 1987. La partie est du tracé apparait dans NASCAR 98. Également, il est rendu hommage à la fameuse grande roue dans le classique Virtua Racing de Sega.

## Palmarès des Grand Prix de Formule 1

### Vainqueurs par année à Suzuka
- Courses qui ne faisaient pas partie du championnat du monde de Formule 1.

| Année      | Vainqueur                                  | Écurie                                     | Résultats                                  |
| 1963       | Peter Warr                                 | Lotus-Cosworth                             | Résultats                                  |
| 1964       | Michael Knight                             | Brabham                                    | Résultats                                  |
| 1965- 1986 | Non couru                                  | Non couru                                  | Non couru                                  |
| 1987       | Gerhard Berger                             | Ferrari                                    | Résultats                                  |
| 1988       | Ayrton Senna                               | McLaren-Honda                              | Résultats                                  |
| 1989       | Alessandro Nannini                         | Benetton-Ford                              | Résultats                                  |
| 1990       | Nelson Piquet                              | Benetton-Ford                              | Résultats                                  |
| 1991       | Gerhard Berger                             | McLaren-Honda                              | Résultats                                  |
| 1992       | Riccardo Patrese                           | Williams-Renault                           | Résultats                                  |
| 1993       | Ayrton Senna                               | McLaren-Ford                               | Résultats                                  |
| 1994       | Damon Hill                                 | Williams-Renault                           | Résultats                                  |
| 1995       | Michael Schumacher                         | Benetton-Renault                           | Résultats                                  |
| 1996       | Damon Hill                                 | Williams-Renault                           | Résultats                                  |
| 1997       | Michael Schumacher                         | Ferrari                                    | Résultats                                  |
| 1998       | Mika Häkkinen                              | McLaren-Mercedes                           | Résultats                                  |
| 1999       | Mika Häkkinen                              | McLaren-Mercedes                           | Résultats                                  |
| 2000       | Michael Schumacher                         | Ferrari                                    | Résultats                                  |
| 2001       | Michael Schumacher                         | Ferrari                                    | Résultats                                  |
| 2002       | Michael Schumacher                         | Ferrari                                    | Résultats                                  |
| 2003       | Rubens Barrichello                         | Ferrari                                    | Résultats                                  |
| 2004       | Michael Schumacher                         | Ferrari                                    | Résultats                                  |
| 2005       | Kimi Räikkönen                             | McLaren-Mercedes                           | Résultats                                  |
| 2006       | Fernando Alonso                            | Renault                                    | Résultats                                  |
| 2007- 2008 | Non couru                                  | Non couru                                  | Non couru                                  |
| 2009       | Sebastian Vettel                           | Red Bull-Renault                           | Résultats                                  |
| 2010       | Sebastian Vettel                           | Red Bull-Renault                           | Résultats                                  |
| 2011       | Jenson Button                              | McLaren-Mercedes                           | Résultats                                  |
| 2012       | Sebastian Vettel                           | Red Bull-Renault                           | Résultats                                  |
| 2013       | Sebastian Vettel                           | Red Bull-Renault                           | Résultats                                  |
| 2014       | Lewis Hamilton                             | Mercedes                                   | Résultats                                  |
| 2015       | Lewis Hamilton                             | Mercedes                                   | Résultats                                  |
| 2016       | Nico Rosberg                               | Mercedes                                   | Résultats                                  |
| 2017       | Lewis Hamilton                             | Mercedes                                   | Résultats                                  |
| 2018       | Lewis Hamilton                             | Mercedes                                   | Résultats                                  |
| 2019       | Valtteri Bottas                            | Mercedes                                   | Résultats                                  |
| 2020- 2021 | Annulés à cause de la pandémie de Covid-19 | Annulés à cause de la pandémie de Covid-19 | Annulés à cause de la pandémie de Covid-19 |
| 2022       | Max Verstappen                             | Red Bull                                   | Résultats                                  |
| 2023       | Max Verstappen                             | Red Bull-Honda RBPT                        | Résultats                                  |
| 2024       | Max Verstappen                             | Red Bull-Honda RBPT                        | Résultats                                  |
| 2025       | Max Verstappen                             | Red Bull-Honda RBPT                        | Résultats                                  |

### Classement des pilotes par nombre de victoires
| Nombre de victoires | Pilote             | Années                                    |
| ------------------- | ------------------ | ----------------------------------------- |
| 6                   | Michael Schumacher | - 1995 - 1997 - 2000 - 2001 - 2002 - 2004 |
| 4                   | Sebastian Vettel   | - 2009 - 2010 - 2012 - 2013               |
| 4                   | Lewis Hamilton     | - 2014 - 2015 - 2017 - 2018               |
| 4                   | Max Verstappen     | - 2022 - 2023 - 2024 - 2025               |
| 2                   | Gerhard Berger     | - 1987 - 1991                             |
| 2                   | Ayrton Senna       | - 1988 - 1993                             |
| 2                   | Damon Hill         | - 1994 - 1996                             |
| 2                   | Mika Häkkinen      | - 1998 - 1999                             |
| 1                   | Alessandro Nannini | - 1989                                    |
| 1                   | Nelson Piquet      | - 1990                                    |
| 1                   | Riccardo Patrese   | - 1992                                    |
| 1                   | Rubens Barrichello | - 2003                                    |
| 1                   | Kimi Räikkönen     | - 2005                                    |
| 1                   | Fernando Alonso    | - 2006                                    |
| 1                   | Jenson Button      | - 2011                                    |
| 1                   | Nico Rosberg       | - 2016                                    |
| 1                   | Valtteri Bottas    | - 2019                                    |

| Pos. | Nation      | Victoires |
| ---- | ----------- | --------- |
| 1er  | Allemagne   | 11        |
| 2e   | Royaume-Uni | 9         |
| 3e   | Brésil      | 4         |
| 3e   | Finlande    | 4         |
| 3e   | Pays-Bas    | 4         |
| 6e   | Italie      | 2         |
| 6e   | Autriche    | 2         |
| 8e   | Espagne     | 1         |

### Par nombre de victoires constructeurs
| Nombre de victoires | Écuries  | Années                                                  |
| ------------------- | -------- | ------------------------------------------------------- |
| 8                   | Red Bull | - 2009 - 2010 - 2012 - 2013 - 2022 - 2023 - 2024 - 2025 |
| 7                   | Ferrari  | - 1987 - 1997 - 2000 - 2001 - 2002 - 2003 - 2004        |
| 7                   | McLaren  | - 1988 - 1991 - 1993 - 1998 - 1999 - 2005 - 2011        |
| 6                   | Mercedes | - 2014 - 2015 - 2016 - 2017 - 2018 - 2019               |
| 3                   | Benetton | - 1989 - 1990 - 1995                                    |
| 3                   | Williams | - 1992 - 1994 - 1996                                    |
| 1                   | Lotus    | - 1963                                                  |
| 1                   | Brabham  | - 1964                                                  |
| 1                   | Renault  | - 2006                                                  |

| Pos. | Nations     | Victoires |
| ---- | ----------- | --------- |
| 1er  | Royaume-Uni | 15        |
| 2e   | Autriche    | 8         |
| 3e   | Italie      | 7         |
| 4e   | Allemagne   | 6         |
| 5e   | France      | 1         |

## Accidents
Au Grand Prix moto du Japon 1966, à la suite d'une chute à la sortie du virage n°2, Ernst Degner et sa 250 Suzuki furent engloutis dans l'incendie de l'essence échappée du réservoir. Très gravement brûlé, il survécut mais dut subir de multiples opérations dont de nombreuses greffes de peau. Il s'ensuivit un long et douloureux processus de récupération.
Au Grand Prix moto du Japon 2003, Daijiro Kato, heurte un mur à haute vitesse le 6 avril 2003 ; il succombe à ses blessures le 20 avril 2003.
Au Grand Prix de F1 du Japon d'octobre 2014, après un incident de course ayant provoqué son interruption après 44 des 53 tours prévus, la monoplace de Jules Bianchi percute sous la pluie une dépanneuse qui dégageait la Sauber d'Adrian Sutil,. Le pilote français décède des suites de ses blessures le 17 juillet 2015.

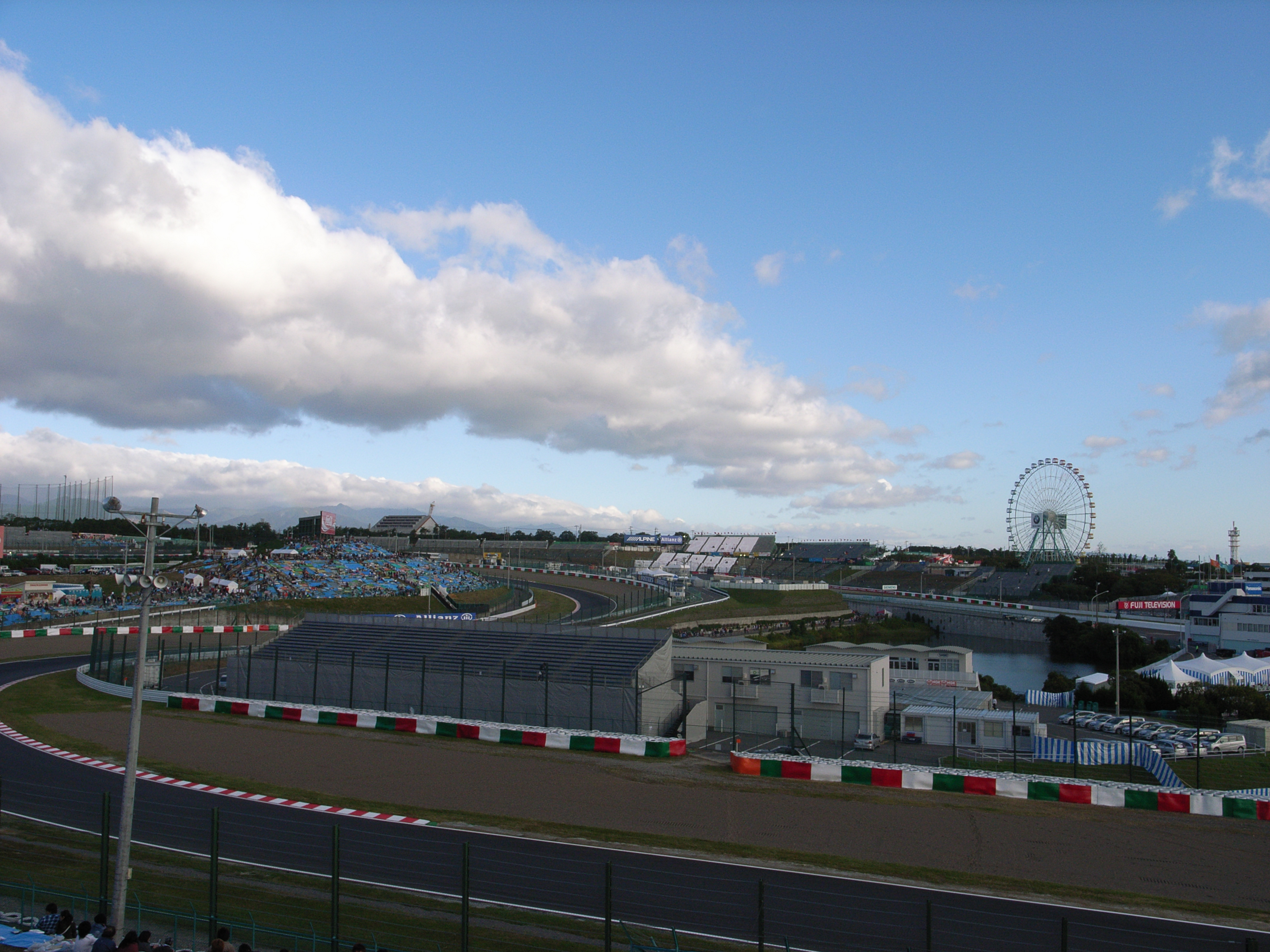
Vue du circuit en 2006.
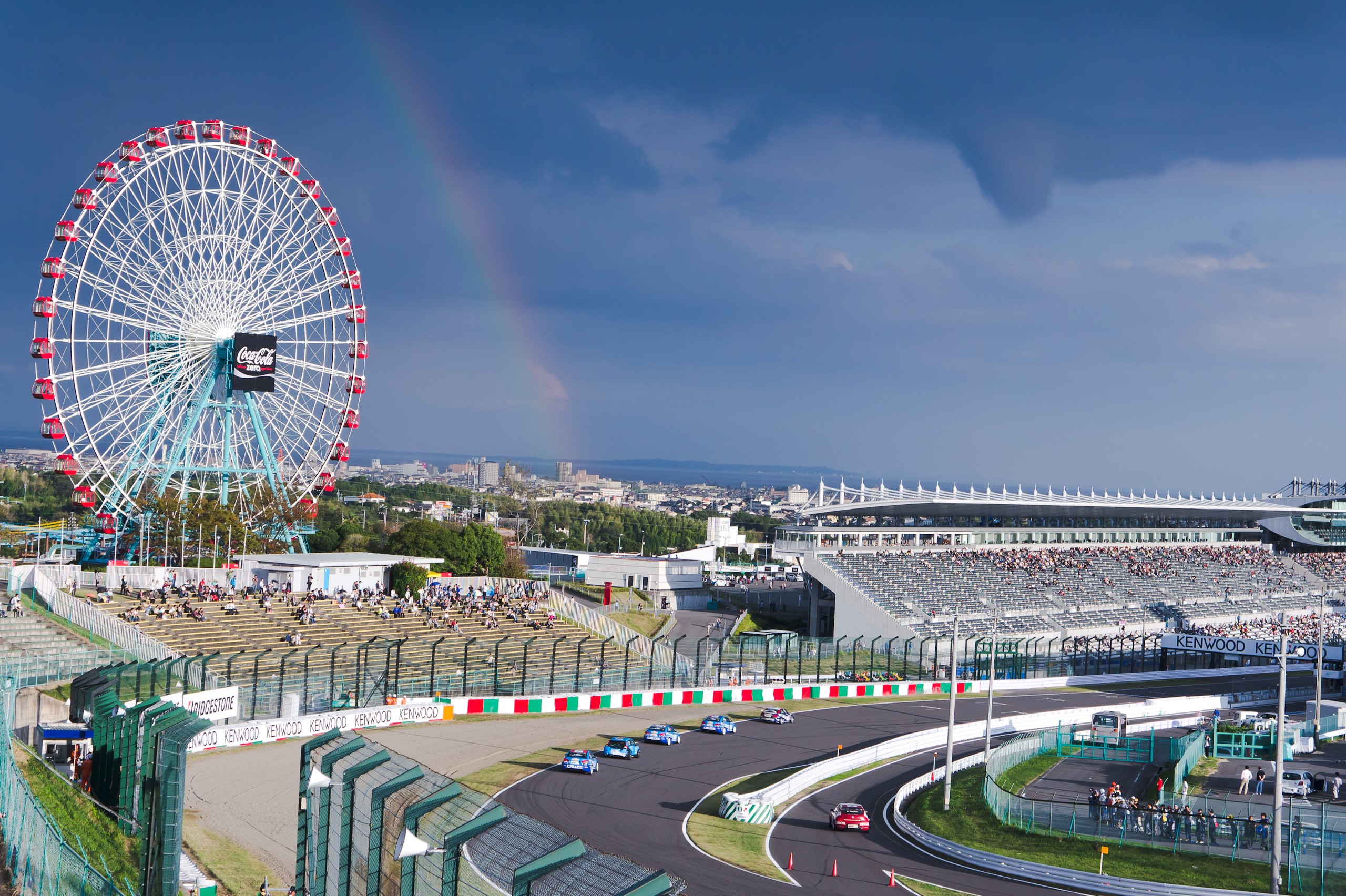
Vue du dernier virage du circuit.